# Scolobates rufiventris
Scolobates rufiventris là một loài tò vò trong họ Ichneumonidae.